# 中濃テレビ中継局
中濃テレビ中継局（ちゅうのうテレビちゅうけいきょく）は、岐阜県関市にある地上デジタルテレビの中継局である。かつてはアナログテレビの中継局も設置されていたが、アナログ放送の終了とともに廃止された。

## 中継局概要

### デジタルテレビ
| リモコン キーID | 放送局名                              | 物理 チャンネル | 空中線電力 | 最大実効 輻射電力 | 放送対象 地域 | 放送区域 内世帯数 | 偏波面   |
| --------------- | ------------------------------------- | --------------- | ---------- | ----------------- | ------------- | ----------------- | -------- |
| 1               | THK 東海テレビ放送                    | 15ch            | 10W        | 87W               | 中京広域圏    | 76,969世帯        | 水平偏波 |
| 2               | NHK 名古屋教育                        | 31ch            | 10W        | 95W               | 全国          | 76,969世帯        | 水平偏波 |
| 3               | NHK 岐阜総合                          | 24ch            | 10W        | 95W               | 岐阜県        | 76,969世帯        | 水平偏波 |
| 4               | CTV 中京テレビ放送                    | 17ch            | 10W        | 87W               | 中京広域圏    | 76,969世帯        | 水平偏波 |
| 5               | CBCテレビ                             | 16ch            | 10W        | 87W               | 中京広域圏    | 76,969世帯        | 水平偏波 |
| 6               | NBN 名古屋テレビ放送 愛称「メ～テレ」 | 14ch            | 10W        | 87W               | 中京広域圏    | 76,969世帯        | 水平偏波 |
| 8               | GBS 岐阜放送 愛称「ぎふチャン」       | 32ch            | 10W        | 95W               | 岐阜県        | 76,969世帯        | 水平偏波 |

## 廃止された局の概要

### アナログテレビ
| チャンネル | 放送局名                              | 空中線電力        | 最大実効 輻射電力 | 放送対象 地域 | 放送区域 内世帯数 | 偏波面   |
| ---------- | ------------------------------------- | ----------------- | ----------------- | ------------- | ----------------- | -------- |
| 41         | GBS 岐阜放送 愛称「ぎふチャン」       | 映像30W/ 音声7.5W | 映像280W/ 音声70W | 岐阜県        | 60,240世帯        | 水平偏波 |
| 43         | NHK 岐阜総合                          | 映像30W/ 音声7.5W | 映像260W/ 音声64W | 岐阜県        | 60,240世帯        | 水平偏波 |
| 45         | CTV 中京テレビ放送                    | 映像30W/ 音声7.5W | 映像260W/ 音声64W | 中京広域圏    | 60,240世帯        | 水平偏波 |
| 29→50      | NHK 名古屋教育                        | 映像30W/ 音声7.5W | 映像330W/ 音声82W | 全国          | 60,240世帯        | 水平偏波 |
| 27→56      | THK 東海テレビ放送                    | 映像30W/ 音声7.5W | 映像350W/ 音声88W | 中京広域圏    | 60,240世帯        | 水平偏波 |
| 23→60      | NBN 名古屋テレビ放送 愛称「メ～テレ」 | 映像30W/ 音声7.5W | 映像350W/ 音声88W | 中京広域圏    | 60,240世帯        | 水平偏波 |
| 21→62      | CBC 中部日本放送                      | 映像30W/ 音声7.5W | 映像350W/ 音声88W | 中京広域圏    | 60,240世帯        | 水平偏波 |

※CBC・THK・NBN・NHK教育はアナアナ変換を実施。

## 所在地
- 関市迫間崩平872番地 「迫間山」[3]

## 放送エリア
- 関市と美濃市の大部分と美濃加茂市の一部をカバーしている[4]。

## 歴史

### デジタルテレビ
- 2005年2月4日 - 予備免許交付
- 2005年3月1日 - 放送開始

### アナログテレビ
- 1971年2月20日 - GBS岐阜放送・中濃テレビジョン放送局が開局[5]。
- 1973年2月23日 - NHK中濃テレビジョン中継放送所（岐阜総合）が開局[6]。
- 1979年12月28日 - CTV中京テレビ放送・中濃放送局が開局[5]。
- 1986年1月24日 - NHK中濃テレビジョン中継放送所（名古屋教育）が開局[7]。
- 1995年11月1日 - CBC中部日本放送・中濃テレビ放送所、THK東海テレビ放送・中濃放送局、NBN名古屋テレビ放送・中濃テレビ放送局が開局。
- 2003年
  - 4月16日 - 名古屋地区での地上デジタル放送開始を前にアナアナ変換作業開始[1]。
  - 9月30日 - アナアナ変換作業終了。旧チャンネルは停波[2]。
- 2011年7月24日 - 全局廃局となった。

## その他
- 当中継局は放送波発信だけでなく、中津川デジタル（NHK岐阜＋在名民放＋岐阜放送）と飛騨方面の中継局を結ぶ船山固定局や郡上八幡中継局（共に岐阜放送）へのTTL伝送の役割を担っている。
- 受信用アンテナの方角より、受信元は下記のように推測される。
  - デジタルテレビ
    - NHK岐阜総合・GBS岐阜放送：岐阜親局（上加納山タワー）（TTL伝送）
    - NHK名古屋教育・CBC・東海テレビ・名古屋テレビ・中京テレビ：名古屋親局（瀬戸デジタルタワー）

  - アナログテレビ
    - NHK岐阜総合・GBS岐阜放送：岐阜親局（上加納山タワー）
    - NHK名古屋教育・CBC・東海テレビ・名古屋テレビ：名古屋親局（名古屋テレビ塔）
    - 中京テレビ：名古屋親局（東山タワー）